# Zepperen
Zepperen est une section de la ville belge de Saint-Trond située en Région flamande dans la province de Limbourg. C'était une commune à part entière avant la fusion des communes de 1977.

## Démographie

### Évolution démographique
- Sources : INS, Rem. : 1831 jusqu'en 1970 = recensements, 1976 = nombre d'habitants au 31 décembre[2].
- 1976: annexion en 1971 du hameau Terstok de Brustem

## Monument
L'église Sainte-Geneviève des XVe et XVIe siècles.